# Bilan saison par saison du Zénith Saint-Pétersbourg
Cet article présente le bilan par saison du Zénith Saint-Pétersbourg, à savoir ses résultats en championnat, coupes nationales et coupes européennes depuis 1936.

## Bilan saison par saison

### Légende du tableau
| Champion / Vainqueur | Deuxième / Finaliste | Troisième | Promotion | Relégation |

### Période soviétique
| Saison           | Championnat             | Championnat             | Championnat             | Championnat             | Championnat             | Championnat             | Championnat             | Championnat             | Championnat             | Championnat             | Coupe d'URSS            | Coupe d'Europe          | Coupe d'Europe          |
| Saison           | Division                | Pos                     | Pts                     | J                       | V                       | N                       | D                       | BP                      | BC                      | Diff                    | Coupe d'URSS            | C                       | Résultat                |
| ---------------- | ----------------------- | ----------------------- | ----------------------- | ----------------------- | ----------------------- | ----------------------- | ----------------------- | ----------------------- | ----------------------- | ----------------------- | ----------------------- | ----------------------- | ----------------------- |
| 1936 (printemps) | 2e                      | 3e                      | 6                       | 13                      | 2                       | 3                       | 1                       | 19                      | 4                       | +15                     | Huitièmes de finale     | —                       | —                       |
| 1936 (automne)   | 2e                      | 6e                      | 7                       | 12                      | 2                       | 1                       | 4                       | 6                       | 13                      | -7                      | Huitièmes de finale     | —                       | —                       |
| 1937             | 2e                      | 4e                      | 12                      | 25                      | 5                       | 3                       | 4                       | 22                      | 18                      | -4                      | 32es de finale          | —                       | —                       |
| 1938             | 1re                     | 14e                     | 24                      | 25                      | 7                       | 10                      | 8                       | 38                      | 57                      | -19                     | Huitièmes de finale     | —                       | —                       |
| 1939             | 1re                     | 11e                     | 21                      | 26                      | 7                       | 7                       | 12                      | 30                      | 46                      | -16                     | Finale                  | —                       | —                       |
| 1940             | 1re                     | 10e                     | 24                      | 18                      | 6                       | 6                       | 12                      | 37                      | 42                      | -5                      | —                       | —                       | —                       |
| 1941-1943        | Seconde Guerre mondiale | Seconde Guerre mondiale | Seconde Guerre mondiale | Seconde Guerre mondiale | Seconde Guerre mondiale | Seconde Guerre mondiale | Seconde Guerre mondiale | Seconde Guerre mondiale | Seconde Guerre mondiale | Seconde Guerre mondiale | Seconde Guerre mondiale | Seconde Guerre mondiale | Seconde Guerre mondiale |
| 1944             | —                       | —                       | —                       | —                       | —                       | —                       | —                       | —                       | —                       | —                       | Vainqueur               | —                       | —                       |
| 1945             | 1re                     | 6e                      | 23                      | 22                      | 8                       | 7                       | 7                       | 35                      | 31                      | +4                      | Demi-finales            | —                       | —                       |
| 1946             | 1re                     | 9e                      | 15                      | 22                      | 5                       | 5                       | 12                      | 22                      | 45                      | -23                     | Huitièmes de finale     | —                       | —                       |
| 1947             | 1re                     | 6e                      | 22                      | 24                      | 10                      | 2                       | 12                      | 35                      | 49                      | -14                     | Quarts de finale        | —                       | —                       |
| 1948             | 1re                     | 13e                     | 17                      | 26                      | 4                       | 9                       | 13                      | 29                      | 48                      | -19                     | Huitièmes de finale     | —                       | —                       |
| 1949             | 1re                     | 5e                      | 42                      | 34                      | 17                      | 8                       | 9                       | 48                      | 48                      | 0                       | Quarts de finale        | —                       | —                       |
| 1950             | 1re                     | 6e                      | 43                      | 36                      | 19                      | 5                       | 12                      | 70                      | 59                      | +11                     | Quarts de finale        | —                       | —                       |
| 1951             | 1re                     | 7e                      | 28                      | 28                      | 10                      | 8                       | 10                      | 36                      | 40                      | -4                      | Seizièmes de finale     | —                       | —                       |
| 1952             | 1re                     | 7e                      | 14                      | 13                      | 6                       | 2                       | 5                       | 20                      | 21                      | -1                      | Quarts de finale        | —                       | —                       |
| 1953             | 1re                     | 5e                      | 23                      | 20                      | 11                      | 1                       | 8                       | 25                      | 21                      | +4                      | Huitièmes de finale     | —                       | —                       |
| 1954             | 1re                     | 7e                      | 23                      | 24                      | 8                       | 7                       | 9                       | 27                      | 26                      | +1                      | Demi-finales            | —                       | —                       |
| 1955             | 1re                     | 8e                      | 18                      | 22                      | 5                       | 8                       | 9                       | 23                      | 36                      | -13                     | Huitièmes de finale     | —                       | —                       |
| 1956             | 1re                     | 9e                      | 19                      | 22                      | 4                       | 11                      | 7                       | 27                      | 43                      | -16                     | —                       | —                       | —                       |
| 1957             | 1re                     | 10e                     | 15                      | 22                      | 4                       | 7                       | 11                      | 23                      | 41                      | -18                     | Huitièmes de finale     | —                       | —                       |
| 1958             | 1re                     | 4e                      | 26                      | 22                      | 9                       | 8                       | 5                       | 41                      | 32                      | -9                      | Huitièmes de finale     | —                       | —                       |
| 1959             | 1re                     | 8e                      | 20                      | 22                      | 8                       | 4                       | 10                      | 29                      | 38                      | -9                      | —                       | —                       | —                       |
| 1960             | 1re                     | 15e                     | 33                      | 30                      | 14                      | 5                       | 11                      | 47                      | 37                      | +10                     | Seizièmes de finale     | —                       | —                       |
| 1961             | 1re                     | 13e                     | 31                      | 32                      | 12                      | 8                       | 12                      | 50                      | 52                      | -2                      | Demi-finales            | —                       | —                       |
| 1962             | 1re                     | 11e                     | 27                      | 32                      | 11                      | 7                       | 14                      | 53                      | 42                      | +11                     | Seizièmes de finale     | —                       | —                       |
| 1963             | 1re                     | 6e                      | 45                      | 38                      | 14                      | 17                      | 7                       | 45                      | 32                      | +13                     | Seizièmes de finale     | —                       | —                       |
| 1964             | 1re                     | 11e                     | 27                      | 32                      | 9                       | 9                       | 14                      | 30                      | 35                      | -5                      | Huitièmes de finale     | —                       | —                       |
| 1965             | 1re                     | 9e                      | 32                      | 32                      | 10                      | 12                      | 10                      | 32                      | 32                      | 0                       | Seizièmes de finale     | —                       | —                       |
| 1966             | 1re                     | 16e                     | 28                      | 36                      | 10                      | 8                       | 18                      | 35                      | 54                      | -19                     | Huitièmes de finale     | —                       | —                       |
| 1967             | 1re                     | 19e                     | 21                      | 36                      | 6                       | 9                       | 21                      | 28                      | 63                      | -35                     | Seizièmes de finale     | —                       | —                       |
| 1968             | 1re                     | 11e                     | 34                      | 38                      | 10                      | 14                      | 14                      | 35                      | 49                      | -14                     | Seizièmes de finale     | —                       | —                       |
| 1969             | 1re                     | 9e                      | 29                      | 26                      | 6                       | 9                       | 11                      | 21                      | 34                      | -13                     | Huitièmes de finale     | —                       | —                       |
| 1970             | 1re                     | 14e                     | 27                      | 32                      | 10                      | 7                       | 15                      | 30                      | 40                      | -10                     | Quarts de finale        | —                       | —                       |
| 1971             | 1re                     | 13e                     | 26                      | 30                      | 8                       | 10                      | 12                      | 29                      | 32                      | -3                      | Quarts de finale        | —                       | —                       |
| 1972             | 1re                     | 7e                      | 33                      | 30                      | 11                      | 11                      | 8                       | 44                      | 30                      | +14                     | Quarts de finale        | —                       | —                       |
| 1973             | 1re                     | 11e                     | 21                      | 30                      | 9                       | 12                      | 9                       | 33                      | 35                      | -2                      | Huitièmes de finale     | —                       | —                       |
| 1974             | 1re                     | 7e                      | 31                      | 30                      | 8                       | 15                      | 7                       | 36                      | 41                      | -5                      | Huitièmes de finale     | —                       | —                       |
| 1975             | 1re                     | 14e                     | 24                      | 30                      | 7                       | 10                      | 13                      | 27                      | 42                      | -15                     | Huitièmes de finale     | —                       | —                       |
| 1976 (printemps) | 1re                     | 13e                     | 13                      | 15                      | 4                       | 5                       | 6                       | 14                      | 15                      | -1                      | Huitièmes de finale     | —                       | —                       |
| 1976 (automne)   | 1re                     | 5e                      | 16                      | 15                      | 6                       | 4                       | 5                       | 22                      | 16                      | +6                      | Huitièmes de finale     | —                       | —                       |
| 1977             | 1re                     | 10e                     | 28                      | 30                      | 8                       | 12                      | 10                      | 34                      | 33                      | +1                      | Demi-finales            | —                       | —                       |
| 1978             | 1re                     | 10e                     | 26                      | 30                      | 9                       | 8                       | 13                      | 31                      | 46                      | -15                     | Quarts de finale        | —                       | —                       |
| 1979             | 1re                     | 10e                     | 30                      | 34                      | 11                      | 9                       | 14                      | 41                      | 45                      | -4                      | Phase de groupes        | —                       | —                       |
| 1980             | 1re                     | 3e                      | 42                      | 34                      | 16                      | 10                      | 8                       | 51                      | 42                      | +9                      | Phase de groupes        | —                       | —                       |
| 1981             | 1re                     | 15e                     | 28                      | 34                      | 9                       | 10                      | 15                      | 33                      | 43                      | -10                     | Huitièmes de finale     | —                       | —                       |
| 1982             | 1re                     | 7e                      | 33                      | 34                      | 12                      | 9                       | 13                      | 44                      | 41                      | +3                      | Phase de groupes        | C3                      | Premier tour            |
| 1983             | 1re                     | 4e                      | 40                      | 34                      | 15                      | 11                      | 8                       | 42                      | 32                      | +10                     | Demi-finales            | —                       | —                       |
| 1984             | 1re                     | 1er                     | 47                      | 34                      | 19                      | 9                       | 6                       | 60                      | 32                      | +28                     | Finale                  | —                       | —                       |
| 1985             | 1re                     | 6e                      | 35                      | 34                      | 14                      | 7                       | 13                      | 48                      | 38                      | +10                     | Demi-finales            | —                       | —                       |
| 1986             | 1re                     | 4e                      | 33                      | 30                      | 12                      | 9                       | 9                       | 44                      | 36                      | +8                      | Demi-finales            | C1                      | Deuxième tour           |
| 1987             | 1re                     | 14e                     | 24                      | 30                      | 7                       | 10                      | 13                      | 25                      | 37                      | -12                     | Huitièmes de finale     | —                       | —                       |
| 1988             | 1re                     | 6e                      | 31                      | 30                      | 11                      | 9                       | 10                      | 35                      | 34                      | +1                      | Huitièmes de finale     | C3                      | Premier tour            |
| 1989             | 1re                     | 16e                     | 19                      | 30                      | 5                       | 9                       | 16                      | 24                      | 48                      | -24                     | Huitièmes de finale     | —                       | —                       |
| 1990             | 2e                      | 18e                     | 30                      | 38                      | 8                       | 14                      | 16                      | 35                      | 41                      | -6                      | Seizièmes de finale     | C3                      | Deuxième tour           |
| 1991             | 2e                      | 18e                     | 36                      | 42                      | 11                      | 14                      | 17                      | 44                      | 50                      | -6                      | Seizièmes de finale     | —                       | —                       |
| 1991             | 2e                      | 18e                     | 36                      | 42                      | 11                      | 14                      | 17                      | 44                      | 50                      | -6                      | 64es de finale          | —                       | —                       |

### Période russe
| Saison    | Championnat | Championnat | Championnat | Championnat | Championnat | Championnat | Championnat | Championnat | Championnat | Championnat | Coupe de Russie     | Supercoupe de Russie | Coupe d'Europe | Coupe d'Europe      | Meilleur buteur                            | Entraîneur                                          |
| Saison    | Division    | Pos         | Pts         | J           | V           | N           | D           | BP          | BC          | Diff        | Coupe de Russie     | Supercoupe de Russie | C              | Résultat            | Meilleur buteur                            | Entraîneur                                          |
| --------- | ----------- | ----------- | ----------- | ----------- | ----------- | ----------- | ----------- | ----------- | ----------- | ----------- | ------------------- | -------------------- | -------------- | ------------------- | ------------------------------------------ | --------------------------------------------------- |
| 1992      | 1re         | 16e         | 38          | 40          | 13          | 12          | 15          | 51          | 60          | -9          | —                   | —                    | —              | —                   | Vladimir Koulik - 13                       | Viatcheslav Melnikov                                |
| 1993      | 2e          | 2e          | 58          | 38          | 25          | 8           | 5           | 87          | 33          | +54         | Seizièmes de finale | —                    | —              | —                   | Vladimir Koulik - 36                       | Viatcheslav Melnikov                                |
| 1994      | 2e          | 13e         | 40          | 42          | 14          | 12          | 16          | 44          | 49          | -5          | 32es de finale      | —                    | —              | —                   | Vladimir Koulik - 9                        | Viatcheslav Melnikov                                |
| 1995      | 2e          | 3e          | 77          | 42          | 24          | 5           | 13          | 65          | 42          | +23         | Seizièmes de finale | —                    | —              | —                   | Vladimir Koulik - 19                       | Pavel Sadyrine                                      |
| 1996      | 1re         | 10e         | 43          | 34          | 13          | 4           | 17          | 32          | 37          | -5          | Seizièmes de finale | —                    | —              | —                   | Vladimir Koulik - 11                       | Pavel Sadyrine                                      |
| 1997      | 1re         | 8e          | 49          | 34          | 13          | 10          | 11          | 28          | 29          | -1          | Demi-finales        | —                    | —              | —                   | Oleksandr Horshkov - 5                     | Anatoli Bychovets                                   |
| 1998      | 1re         | 5e          | 47          | 30          | 12          | 11          | 7           | 42          | 25          | +17         | Huitièmes de finale | —                    | —              | —                   | Aleksandr Panov - 8 Roman Maksymyuk - 8    | Anatoli Bychovets Anatoli Davydov                   |
| 1999      | 1re         | 8e          | 39          | 30          | 9           | 12          | 9           | 36          | 34          | +2          | Vainqueur           | —                    | —              | —                   | Hennadiy Popovych - 7                      | Anatoli Davydov                                     |
| 2000      | 1re         | 7e          | 47          | 30          | 13          | 8           | 9           | 38          | 26          | +12         | Seizièmes de finale | —                    | C3             | Premier tour        | Hennadiy Popovych - 10                     | Anatoli Davydov Iouri Morozov                       |
| 2000      | 1re         | 7e          | 47          | 30          | 13          | 8           | 9           | 38          | 26          | +12         | Seizièmes de finale | —                    | CI             | Finale              | Hennadiy Popovych - 10                     | Anatoli Davydov Iouri Morozov                       |
| 2001      | 1re         | 3e          | 56          | 30          | 16          | 8           | 6           | 52          | 35          | +17         | Seizièmes de finale | —                    | —              | —                   | Hennadiy Popovych - 7                      | Iouri Morozov                                       |
| 2002      | 1re         | 10e         | 33          | 30          | 8           | 9           | 13          | 36          | 42          | -6          | Finale              | —                    | —              | —                   | Aleksandr Kerjakov - 14                    | Iouri Morozov Mikhaïl Birioukov Boris Rappoport     |
| 2003      | 1re         | 2e          | 56          | 30          | 16          | 8           | 6           | 48          | 32          | +16         | Huitièmes de finale | —                    | C3             | Premier tour        | Aleksandr Kerjakov - 13                    | Vlastimil Petržela                                  |
| 2004      | 1re         | 4e          | 56          | 30          | 17          | 5           | 8           | 55          | 37          | +18         | Huitièmes de finale | —                    | —              | —                   | Aleksandr Kerjakov - 18                    | Vlastimil Petržela                                  |
| 2005      | 1re         | 6e          | 49          | 30          | 13          | 10          | 7           | 45          | 26          | +19         | Demi-finales        | —                    | C3             | Phase de groupes    | Andreï Archavine - 9                       | Vlastimil Petržela                                  |
| 2006      | 1re         | 4e          | 50          | 30          | 13          | 11          | 6           | 42          | 30          | +12         | Demi-finales        | —                    | C3             | Quarts de finale    | Andreï Archavine - 7                       | Vlastimil Petržela Vladimír Borovička Dick Advocaat |
| 2007      | 1re         | 1er         | 61          | 30          | 18          | 7           | 5           | 53          | 32          | +21         | Quarts de finale    | —                    | —              | —                   | Pavel Pogrebniak - 11                      | Dick Advocaat                                       |
| 2008      | 1re         | 5e          | 48          | 30          | 12          | 12          | 6           | 59          | 37          | +22         | Quarts de finale    | Vainqueur            | C3             | Vainqueur           | Fatih Tekke - 8                            | Dick Advocaat                                       |
| 2009      | 1re         | 3e          | 54          | 30          | 15          | 9           | 6           | 48          | 27          | +21         | Seizièmes de finale | —                    | C1             | Phase de groupes    | Fatih Tekke - 8                            | Dick Advocaat Anatoli Davydov                       |
| 2009      | 1re         | 3e          | 54          | 30          | 15          | 9           | 6           | 48          | 27          | +21         | Seizièmes de finale | —                    | C3             | Seizièmes de finale | Fatih Tekke - 8                            | Dick Advocaat Anatoli Davydov                       |
| 2010      | 1re         | 1er         | 68          | 30          | 20          | 8           | 2           | 61          | 21          | +40         | Vainqueur           | —                    | C1             | Barrages Q          | Aleksandr Kerjakov - 13                    | Luciano Spalletti                                   |
| 2010      | 1re         | 1er         | 68          | 30          | 20          | 8           | 2           | 61          | 21          | +40         | Vainqueur           | —                    | C3             | Seizièmes de finale | Aleksandr Kerjakov - 13                    | Luciano Spalletti                                   |
| 2011-2012 | 1re         | 1er         | 88          | 44          | 24          | 16          | 4           | 85          | 40          | +45         | Quarts de finale    | Vainqueur            | C1             | Huitièmes de finale | Aleksandr Kerjakov - 23                    | Luciano Spalletti                                   |
| 2011-2012 | 1re         | 1er         | 88          | 44          | 24          | 16          | 4           | 85          | 40          | +45         | Quarts de finale    | Vainqueur            | C1             | Huitièmes de finale | Aleksandr Kerjakov - 23                    | Luciano Spalletti                                   |
| 2012-2013 | 1re         | 2e          | 62          | 30          | 18          | 8           | 4           | 50          | 24          | +26         | Demi-finales        | Finale               | C1             | Phase de groupes    | Aleksandr Kerjakov - 10                    | Luciano Spalletti                                   |
| 2012-2013 | 1re         | 2e          | 62          | 30          | 18          | 8           | 4           | 50          | 24          | +26         | Demi-finales        | Finale               | C3             | Huitièmes de finale | Aleksandr Kerjakov - 10                    | Luciano Spalletti                                   |
| 2013-2014 | 1re         | 2e          | 63          | 30          | 19          | 6           | 5           | 63          | 32          | +31         | Seizièmes de finale | Finale               | C1             | Huitièmes de finale | Hulk - 17                                  | Luciano Spalletti                                   |
| 2014-2015 | 1re         | 1er         | 67          | 30          | 20          | 7           | 3           | 58          | 17          | +41         | Huitièmes de finale | —                    | C1             | Phase de groupes    | Hulk - 15                                  | André Villas-Boas                                   |
| 2014-2015 | 1re         | 1er         | 67          | 30          | 20          | 7           | 3           | 58          | 17          | +41         | Huitièmes de finale | —                    | C3             | Quarts de finale    | Hulk - 15                                  | André Villas-Boas                                   |
| 2015-2016 | 1re         | 3e          | 59          | 30          | 17          | 8           | 5           | 61          | 32          | +29         | Vainqueur           | Vainqueur            | C1             | Huitièmes de finale | Hulk - 17                                  | André Villas-Boas                                   |
| 2016-2017 | 1re         | 3e          | 61          | 30          | 18          | 7           | 5           | 50          | 19          | +31         | Huitièmes de finale | Vainqueur            | C3             | Seizièmes de finale | Artiom Dziouba - 13                        | Mircea Lucescu                                      |
| 2017-2018 | 1re         | 5e          | 53          | 30          | 14          | 11          | 5           | 46          | 21          | +25         | Seizièmes de finale | —                    | C3             | Huitièmes de finale | Aleksandr Kokorin - 19                     | Roberto Mancini                                     |
| 2018-2019 | 1re         | 1er         | 64          | 30          | 20          | 4           | 6           | 57          | 29          | +28         | Huitièmes de finale | —                    | C3             | Huitièmes de finale | Sebastián Driussi - 13 Artyom Dziouba - 13 | Sergueï Semak                                       |
| 2019-2020 | 1re         | 1er         | 72          | 30          | 22          | 6           | 2           | 65          | 18          | +47         | Vainqueur           | Finale               | C1             | Phase de groupes    | Sardar Azmoun - 21 Artyom Dziouba - 21     | Sergueï Semak                                       |
| 2020-2021 | 1re         | 1er         | 65          | 30          | 19          | 8           | 3           | 76          | 26          | +50         | Huitièmes de finale | Vainqueur            | C1             | Phase de groupes    | Artyom Dziouba - 22                        | Sergueï Semak                                       |
| 2021-2022 | 1re         | 1er         | 65          | 30          | 19          | 8           | 3           | 66          | 28          | +38         | Quarts de finale    | Vainqueur            | C1             | Phase de groupes    | Artyom Dziouba - 13                        | Sergueï Semak                                       |
| 2021-2022 | 1re         | 1er         | 65          | 30          | 19          | 8           | 3           | 66          | 28          | +38         | Quarts de finale    | Vainqueur            | C3             | Barrages            | Artyom Dziouba - 13                        | Sergueï Semak                                       |
| 2022-2023 | 1re         | 1er         | 70          | 30          | 21          | 7           | 2           | 74          | 20          | +54         | Huitièmes de finale | Vainqueur            | —              | —                   | Malcom - 26                                | Sergueï Semak                                       |